# Oskar (imię)
Oskar – imię męskie pochodzenia germańskiego oznaczające „bożą włócznię” lub „włócznię boga” (os lub ans „bóg” i gār „włócznia”) lub iryjskiego, gdzie oznaczało „przyjaciela jeleni” (os „jeleń”, cara „przyjaciel”). W tekstach po polsku pojawiło się w XV wieku. Imię to nosili m.in. królowie Szwecji. Jego wariantem przyjętym w Polsce jest Ansgar.
W XXI wieku imię zyskało na popularności. W marcu 2001 roku baza PESEL zawierała dane 15161 osób o tym imieniu. W styczniu 2025 r. w rejestrze PESEL, wśród publicznie dostępnych danych dotyczących osób żyjących, wykazano 79057 mężczyzn o imieniu Oskar nadanym jako imię pierwsze.
Oskar imieniny obchodzi 3 lutego.
Imieniem tym nazwano doroczną amerykańską nagrodę filmową – Oscara – przyznawaną od 1929 roku.

## Mężczyźni o imieniu Oskar
- Ansgar biskup (801–865), znany też jako św. Oskar,
- Oskar I Bernadotte (1799–1859) – król Szwecji i Norwegii,
- Oskar II Bernadotte (1829–1907) – król Szwecji i Norwegii,
- Oskar Bernadotte (2016) – książę szwedzki,
- Oscar De La Hoya (1973) – amerykański bokser zawodowy,
- Oskar Dirlewanger – dowódca specjalnej jednostki karnej SS, odpowiedzialny za zbrodnie wojenne,
- Oskar Dorfler – zbrodniarz hitlerowski,
- Oscar Freire – hiszpański kolarz szosowy,
- Oscar Heisserer – piłkarz francuski,
- Oskar Helbig – zbrodniarz nazistowski,
- Oscar Isaac – amerykański aktor,
- Oskar Kellner (1851–1911) – niemiecki chemik rolny i fizjolog,
- Oskar Klein (1894–1977) – fizyk szwedzki,
- Oskar Kokoschka (1886–1980) – austriacki malarz, poeta i grafik,
- Oskar Kolberg (1814–1890) – polski etnograf i muzyk,
- Oskar Knoche – zbrodniarz nazistowski,
- Oskar Lange (1904–1965) – ekonomista,
- Oscar Andrés Rodríguez Maradiaga – honduraski duchowny katolicki,
- Oskar Miłosz (1877–1939) – poeta i dyplomata litewski,
- Oscar Niemeyer (1907–2012) – brazylijski architekt,
- Oscar Peterson – kanadyjski pianista jazzowy,
- Oscar Pistorius – południowoafrykański lekkoatleta,
- Oscar Arnulfo Romero y Goldamez (15 sierpnia 1917 – 24 marca 1980) – arcybiskup Salwadoru, obrońca praw człowieka,
- Oscar Luigi Scalfaro – włoski polityk,
- Oscar Arias Sanchez (1941) – kostarykański polityk i ekonomista, laureat pokojowej Nagrody Nobla w 1987 roku,
- Oskar Schindler – niemiecki przedsiębiorca, Sprawiedliwy wśród Narodów Świata,
- Oskar Schröder – zbrodniarz wojenny, lekarz oraz szef służb medycznych Luftwaffe,
- Oskar Sosnowski (1880–1939) – polski architekt i konserwator zabytków,
- Óscar Tabárez – urugwajski trener piłkarski,
- Oskar Tandler – zbrodniarz hitlerowski,
- Oscar Wilde (1854–1900) – pisarz irlandzki.